# Uraeginthus cyanocephalus
Uraeginthus cyanocephalus là một loài chim trong họ Estrildidae.